# Vitali Iatchmeniov
Vitali Aleksandrovitch Iatchmeniov - en russe : Виталий Александрович Ячменёв et en anglais : Vitali Yachmenev - (né le 8 janvier 1975 à Tcheliabinsk en URSS) est un joueur professionnel russe de hockey sur glace. Il évoluait au poste d'attaquant. Son frère Denis joue également en professionnel.

## Carrière
Formé au Traktor Tcheliabinsk, il débute dans la Vyschaïa liga en 1992. Il part alors en Amérique du Nord et s'aligne avec les Centennials de North Bay dans la Ligue de hockey de l'Ontario. Les Centennials remportent la Coupe J.-Ross-Robertson 1994. Il est repêché en 3e ronde, 59e au total par les Kings de Los Angeles au repêchage d'entrée de 1994. Il débute dans la Ligue nationale de hockey avec les Kings un an plus tard. Le 7 juillet 1998, il est échangé aux Predators de Nashville en retour de considérations futures. Il revient jouer en Russie en 2003. Il a remporté la Coupe Spengler 2008 avec le HK Dinamo Moscou.

## Carrière internationale
Il a représenté la Russie en sélections jeunes.

## Trophées et honneurs personnels
- Ligue de hockey de l'Ontario
  - 1994 : remporte le trophée de la famille Emms.
  - 1994 : nommé dans l'équipe des recrues.
  - 1995 : remporte le trophée William-Hanley.
- Ligue canadienne de hockey
  - 1994 : nommé Recrue de la saison de la Ligue canadienne de hockey.

## Statistiques

### En club
| Saison     | Équipe                   | Ligue         |     | Saison régulière | Saison régulière | Saison régulière | Saison régulière | Saison régulière |    | Séries éliminatoires | Séries éliminatoires | Séries éliminatoires | Séries éliminatoires | Séries éliminatoires |
| Saison     | Équipe                   | Ligue         | PJ  | B                | A                | Pts              | Pun              | PJ               | B  | A                    | Pts                  | Pun                  |                      |                      |
| 1992-1993  | Traktor Tcheliabinsk     | Vyschaïa liga | 51  | 23               | 20               | 43               | 12               | --               | -- | --                   | --                   | --                   |                      |                      |
| 1993-1994  | Centennials de North Bay | LHO           | 66  | 61               | 52               | 113              | 18               | 18               | 13 | 19                   | 32                   | 12                   |                      |                      |
| 1994-1995  | Centennials de North Bay | LHO           | 59  | 53               | 52               | 105              | 8                | 6                | 1  | 8                    | 9                    | 2                    |                      |                      |
| 1994-1995  | Roadrunners de Phoenix   | LIH           | --  | --               | --               | --               | --               | 4                | 1  | 0                    | 1                    | 0                    |                      |                      |
| 1995-1996  | Kings de Los Angeles     | LNH           | 80  | 19               | 34               | 53               | 16               | --               | -- | --                   | --                   | --                   |                      |                      |
| 1996-1997  | Kings de Los Angeles     | LNH           | 65  | 10               | 22               | 32               | 10               | --               | -- | --                   | --                   | --                   |                      |                      |
| 1997-1998  | Ice Dogs de Long Beach   | LIH           | 59  | 23               | 28               | 51               | 14               | 17               | 8  | 9                    | 17                   | 4                    |                      |                      |
| 1997-1998  | Kings de Los Angeles     | LNH           | 4   | 0                | 1                | 1                | 4                | --               | -- | --                   | --                   | --                   |                      |                      |
| 1998-1999  | Predators de Nashville   | LNH           | 55  | 7                | 10               | 17               | 10               | --               | -- | --                   | --                   | --                   |                      |                      |
| 1998-1999  | Admirals de Milwaukee    | LIH           | 16  | 7                | 6                | 13               | 0                | --               | -- | --                   | --                   | --                   |                      |                      |
| 1999-2000  | Predators de Nashville   | LNH           | 68  | 16               | 16               | 32               | 12               | --               | -- | --                   | --                   | --                   |                      |                      |
| 2000-2001  | Predators de Nashville   | LNH           | 78  | 15               | 19               | 34               | 10               | --               | -- | --                   | --                   | --                   |                      |                      |
| 2001-2002  | Predators de Nashville   | LNH           | 75  | 11               | 16               | 27               | 14               | --               | -- | --                   | --                   | --                   |                      |                      |
| 2002-2003  | Predators de Nashville   | LNH           | 62  | 5                | 15               | 20               | 12               | --               | -- | --                   | --                   | --                   |                      |                      |
| 2003-2004  | Amour Khabarovsk         | Superliga     | 57  | 11               | 14               | 25               | 16               | --               | -- | --                   | --                   | --                   |                      |                      |
| 2004-2005  | Ak Bars Kazan            | Superliga     | 54  | 6                | 8                | 14               | 10               | --               | -- | --                   | --                   | --                   |                      |                      |
| 2005-2006  | Avangard Omsk            | Superliga     | 47  | 2                | 7                | 9                | 30               | 13               | 2  | 2                    | 4                    | 2                    |                      |                      |
| 2006-2007  | Avangard Omsk            | Superliga     | 53  | 10               | 16               | 26               | 16               | 5                | 0  | 1                    | 1                    | 0                    |                      |                      |
| 2007-2008  | Dinamo Moscou            | Superliga     | 56  | 12               | 19               | 31               | 16               | 6                | 3  | 4                    | 7                    | 0                    |                      |                      |
| 2008-2009  | Dinamo Moscou            | KHL           | 47  | 8                | 13               | 21               | 12               | 10               | 1  | 3                    | 4                    | 0                    |                      |                      |
| 2009-2010  | Dinamo Moscou            | KHL           | 36  | 3                | 9                | 12               | 14               | 4                | 2  | 1                    | 3                    | 2                    |                      |                      |
| 2010-2011  | Traktor Tcheliabinsk     | KHL           | 43  | 4                | 12               | 16               | 16               |                  |    |                      |                      |                      |                      |                      |
| 2011-2012  | Roubine Tioumen          | VHL           | 33  | 5                | 7                | 12               | 18               | 19               | 2  | 6                    | 8                    | 4                    |                      |                      |
| 2012-2013  | Roubine Tioumen          | VHL           | 50  | 11               | 13               | 24               | 24               | 12               | 2  | 2                    | 4                    | 6                    |                      |                      |
| Totaux LNH | Totaux LNH               | Totaux LNH    | 487 | 83               | 133              | 216              | 88               |                  |    |                      |                      |                      |                      |                      |

### En équipe nationale
| Saison | Équipe        | Événement |    | Saison régulière | Saison régulière | Saison régulière | Saison régulière | Saison régulière  | Saison régulière |
| Saison | Équipe        | Événement | PJ | B                | A                | Pts              | Pun              | Résultat          |                  |
| ------ | ------------- | --------- | -- | ---------------- | ---------------- | ---------------- | ---------------- | ----------------- | ---------------- |
| 1993   | Russie junior | CE junior | 6  | 2                | 5                | 7                | 2                | Médaille d'argent |                  |
| 1995   | Russie junior | CM junior | 7  | 3                | 4                | 7                | 2                | Médaille d'argent |                  |